# Guntramovice (Krnov)
Guntramovice (německy Güntersdorf) jsou osada, místní část města Krnova. Rozkládají se jihozápadně od města Krnova v části obce Pod Cvilínem a v katastrálním území Opavské Předměstí. První zmínka o osadě je z roku 1793. V osadě je 12 domů, jeden zanedbaný statek a malebný rybníček. Město Krnov chce v Guntramovicích vybudovat kompostárnu.

## Historie
Do roku 1920 byly osadou obce Kostelec v okrese Krnov. Od roku 1921 byly osadou obce Krnov a od roku 1961 byly část obce Guntramovice ve městě Krnově. Od 1. ledna 1979 jsou součástí části obce Pod Cvilínem.

## Životní prostředí
Nad vsí se nachází stará ekologická zátěž - bývalá „skládka Krnov - Guntramovice II“.,